# Made in Poland (film)
Made in Poland – polska tragikomedia obyczajowa z 2010 roku w reżyserii Przemysława Wojcieszka.
- Okres zdjęciowy: 15 lipca – 29 lipca 2008 r.
- Plenery: Wrocław.

## Opis fabuły
Bohaterem filmu jest szesnastolatek – Boguś Kowalski, były ministrant. Chłopak stracił wiarę w Boga i w poszukiwaniu nowego guru przemierza blokowisko.

## Obsada
- Piotr Wawer − Boguś Kowalski
- Janusz Chabior − Wiktor
- Eryk Lubos − Zenek
- Przemysław Bluszcz − ks. Edmund
- Grzegorz Sowa − Emil
- Wiesław Cichy − Fazi
- Halina Rasiakówna − Marianna
- Dariusz Majchrzak − Tomaszek
- Ryszard Węgrzyn − Kazimierz
- Michał Majnicz − Grześ
- Magdalena Kuta − Irena
- Monika Fronczek − ekspedientka
- Monika Malec − Lidka